# Урываев, Леонид Викторович
Леонид Викторович Урываев (род. 9 марта 1939 года) — советский и российский вирусолог, член-корреспондент РАМН (2000), член-корреспондент РАН (2014).

## Биография
Родился 9 марта 1939 года.
Это не про того Урываева. Авторы перепутали Леонида Викторовича с Юрием Викторовичем. 
С 1966 по 2001 годы — преподавал на кафедре нормальной физиологии 1-го МГМУ имени И. М. Сеченова.
В 2000 году — избран членом-корреспондентом РАМН.
В 2014 году — стал членом-корреспондентом РАН (в рамках присоединения РАМН и РАСХН к РАН).
Руководитель лаборатории энзимологии НИИ вирусологии имени Д. И. Ивановского РАМН.

## Научная деятельность
Специалист в области фундаментальной и прикладной вирусологии и занимается изучением строения и функционирования геномов РНК-содержания вирусов.
Автор более 200 научных работ, 15 учебных пособий и 6 монографий по биомедицинским проблемам.
Под его руководством подготовлены 12 кандидатских и 3 докторских диссертации.

## Награды
- Премия Совета Министров СССР[2]
- Заслуженный деятель науки Российской Федерации (2007)[3]